# 正味実現可能価額
正味実現可能価額（しょうみじつげんかのうかがく、英: Net realizable value、NRV）とは、通常の営業における資産の見積売価から売却経費と完成までの費用を差し引いた額。
このように、正味実現可能価額は、市場価値の定義の必要条件がすべて満たされている場合に限り、処分費用を控除した後の市場価値に類似している。
とくに、市場価値での取引を成立させるために充分な期間が存在することが重要である。市場価値とは通常はグロス値であり、より適切に表現すれば、処分費用を控除する前の額面価額である。（国際評価基準）
会計上にも時価主義が求められたことから、重要な価値基準となっている。

## 評価の方法
販売用不動産等の強制評価減ルールの時価は「正味実現可能価額」で算定することとされ、これは、最終的な売値（販売見込額）から追工事費、販売経費等を控除したものが販売不動産等の棚卸資産の時価として認識することを意味する。
不動産鑑定評価基準における開発法に基づく試算価格も正味実現可能価額と同義の価値概念と考えられ、投下資本利潤率を取り入れた考え方となっている。

## 評価上の留意点
会計上の販売見込額
販売用不動産の強制評価減ルールにおける販売見込額は、下記の価額を例示し、いずれも公正価値概念と判断される。従って、公正価値は市場価値概念よりも広い概念と推定される。
- 鑑定評価額
- 公示価格あるいは基準地価格から比準した価格
- 路線価による相続税評価額
- 土地及び建物の評価額
- 近隣の取引事例から比準した価格
- 収益還元価額

鑑定評価上の販売見込額
鑑定評価上の販売見込額は、市場価値概念である。
会計で用いられる公正価値という用語が、市場価値とは異なるということは大事なことである。公正価値と市場価値とはある条件下では数値的に同じになることがあるが、定義はそれぞれ異なっている。
例えば、公正価値が適切なマーケティング期間とかある種の強制の存在といった市場価値の条件を満たさない場合には、市場価値とは一致しないかもしれない。
関連評価基準等
- IVS(Internaional Valuation Standards)
- 販売用不動産等の強制評価減の要否の判断に関する監査上の取扱い (PDF)